# Jakarta International
Die Jakarta International (auch als Jakarta Satellite bezeichnet) sind offene indonesische internationale Meisterschaften im Badminton.

## Austragungsorte
| Jahr | Austragungsort | Datum                 | Vollständige Bezeichnung   |
| ---- | -------------- | --------------------- | -------------------------- |
| 1998 | Jakarta        | Anfang Juli 1998      | Jakarta International 1998 |
| 2001 | Jakarta        | Ende April 2001       | Jakarta International 2001 |
| 2005 | Jakarta        | 21. bis 25. Juni 2005 | Jakarta Satellite 2005     |
| 2006 | Jakarta        | 4. bis 9. April 2006  | Jakarta Satellite 2006     |

## Die Sieger
| Jahr      | Herreneinzel      | Dameneinzel            | Herrendoppel                | Damendoppel                            | Mixed                                    |
| --------- | ----------------- | ---------------------- | --------------------------- | -------------------------------------- | ---------------------------------------- |
| 1998      | Vidre Wibowo      | Yeni Diah              | Karel Mainaky Nova Widianto | Angeline de Pauw Upi Chrisnawati       | Endra Mulyana Mulyajaya Angeline de Pauw |
| 1999 2000 | nicht ausgetragen | nicht ausgetragen      | nicht ausgetragen           | nicht ausgetragen                      | nicht ausgetragen                        |
| 2001      | Sidoro Aditya     | Atu Rosalina           | Davis Efraim Karel Mainaky  | Ninna Ernita Tetty Yunita              | Hendra Gunawan Lita Nurlita              |
| 2002 2004 | nicht ausgetragen | nicht ausgetragen      | nicht ausgetragen           | nicht ausgetragen                      | nicht ausgetragen                        |
| 2005      | Jeffer Rosobin    | Maria Kristin Yulianti | Rohanda Agung Enroe         | Apriliana Rintan Rani Mundiasti        | Valiyaveetil Diju Jwala Gutta            |
| 2006      | Tommy Sugiarto    | Pia Zebadiah           | Hendra Gunawan Joko Riyadi  | Nitya Krishinda Maheswari Nadya Melati | Lingga Lie Yulianti CJ                   |
| 2007 2024 | nicht ausgetragen | nicht ausgetragen      | nicht ausgetragen           | nicht ausgetragen                      | nicht ausgetragen                        |